# E331
La ruta europea E331 és una carretera que forma part de la Xarxa de carreteres europees. Comença a Dortmund (Alemanya) i finalitza a Cassel (Alemanya). Té una longitud de 185 km. Té una orientació d'est a oest.